# Noyelles-lès-Vermelles
Noyelles-lès-Vermelles település Franciaországban, Pas-de-Calais megyében. Lakosainak száma 2278 fő (2022. január 1.). Noyelles-lès-Vermelles Cambrin, Annequin, Mazingarbe és Vermelles községekkel határos.

## Népesség
A település népességének változása:
| Lakosok száma | 2344 | 2401 | 2422 | 2401 | 2362 | 2329 | 2297 | 2294 | 2278 |
|               | 2013 | 2015 | 2016 | 2017 | 2018 | 2019 | 2020 | 2021 | 2022 |